# 圣安博及嘉禄堂

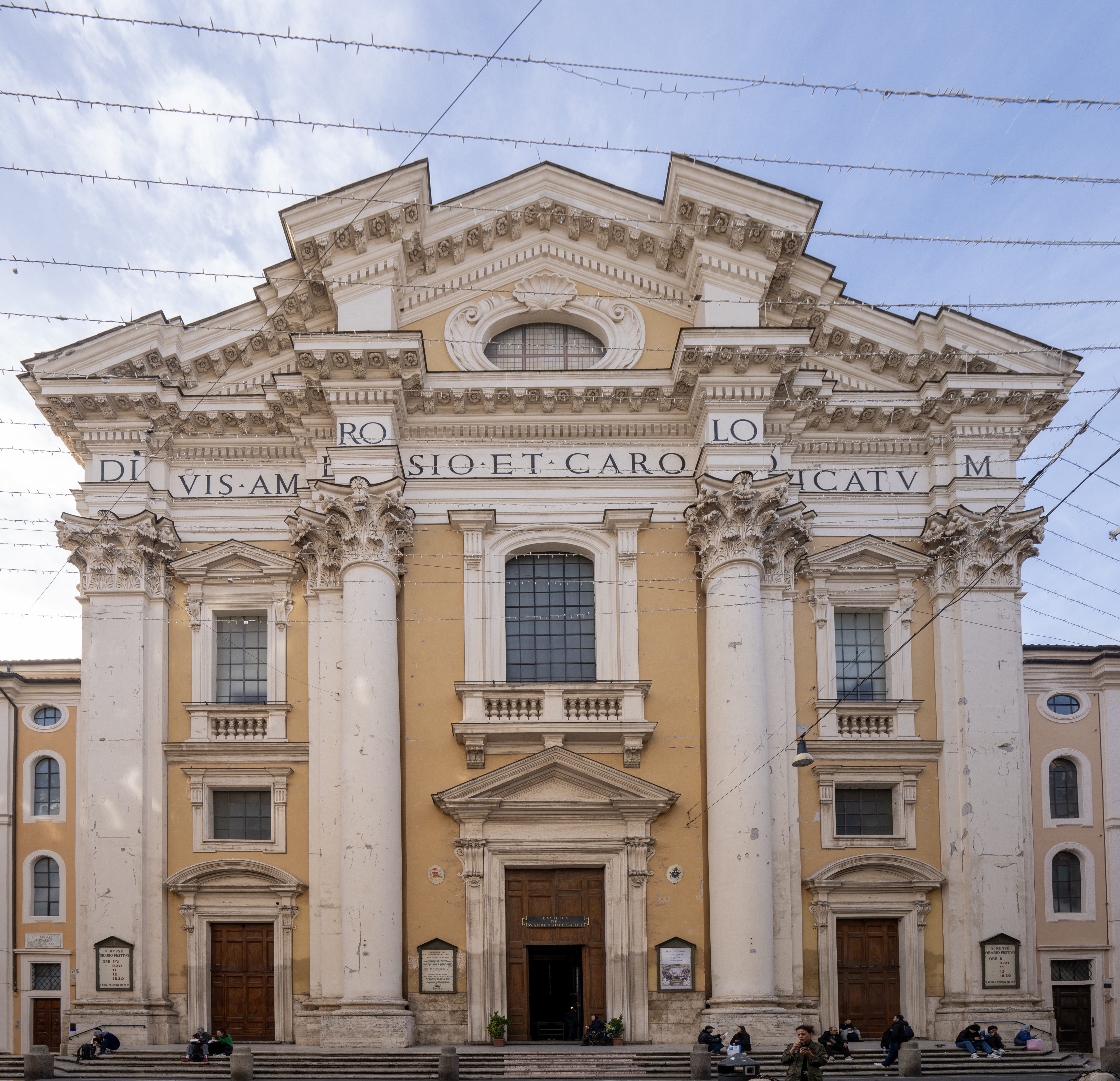
圣安博及嘉禄堂

圣安博及嘉禄堂（Sant'Ambrogio e Carlo al Corso）是意大利罗马的一座罗马天主教宗座圣殿，曾經作為司鐸級樞機領銜聖堂 ，位于科尔索大道中段，供奉两位来自米兰的圣人，圣安博和圣嘉禄。在罗马至少有三座供奉圣嘉禄的聖堂，另外两座是San Carlo ai Catinari和四泉圣嘉禄堂。
该堂始建于1610年圣嘉禄封圣之后，先后由隆吉父子设计建造。聖堂为拉丁十字平面，修建在圣尼各老堂的旧址上。皮得罗·达·科尔托纳则负责设计大圆穹顶、中殿拱壁以及内部装饰。正门面由枢机主教设计，他不喜欢卡洛·萊納爾迪的设计。